# Pachypanchax sparksorum

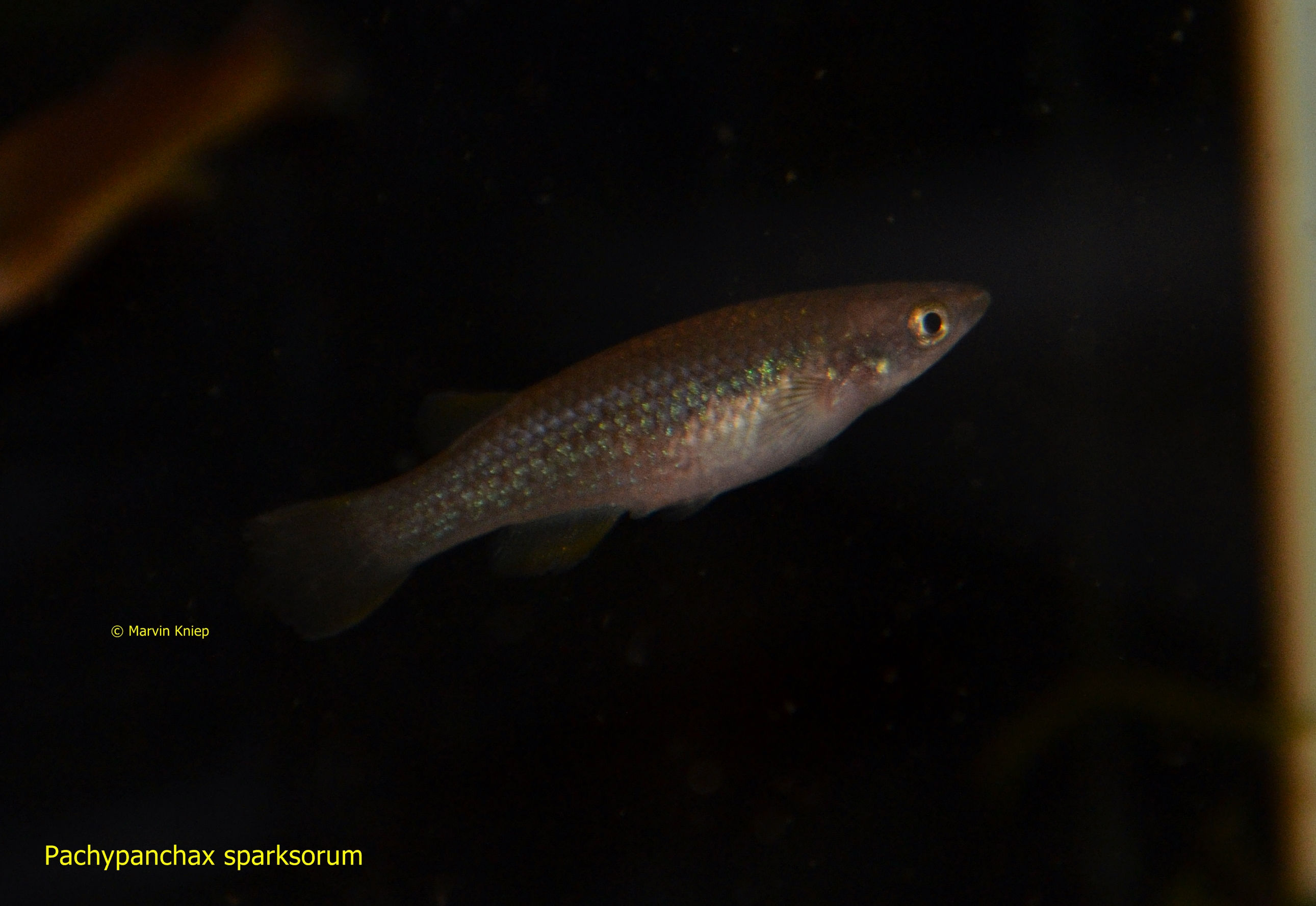
Pachypanchax sparksorum, Weibchen

Pachypanchax sparksorum ist ein Vertreter der auf Madagaskar endemischen Fischgattung Pachypanchax. Das Artepitheton ist John S. Sparks und Karen Riseng Sparks gewidmet, die erstmals Vorkommen dieser Art dokumentierten und die Exemplare der Typusserie sammelten.

## Verbreitung und Lebensraum
Bisher wurde die Art lediglich im Flussgebiet des Ankofia im Nordosten Madagaskars und in dessen Hauptzufluss Anjingo gefunden. Vermutete Vorkommen im nördlich anschließenden Einzugsgebiet des Maevarano bedürfen noch eines Nachweises. Die von P. sparksorum bewohnten Gewässer führen klares, sehr weiches (0,3397 bis 0,39965 mmol/l) Wasser mit einem pH-Wert zwischen 6,8 und 7,8. Ihr Bodengrund ist felsig und durchsetzt mit sandigen Stellen und Geröll. Die Ufer der Hauptströme sind von dichter, überhängender Vegetation bewachsen, diese Gewässer selbst sind jedoch sehr pflanzenarm. Hier hält sich die Art überwiegend im Schutz flacher Bereiche am Ufer oder um große Steine herum auf.

## Erscheinung
Die Gestalt von P. sparksorum entspricht dem gattungstypischen Habitus. Mit einer Standardlänge von etwa 55 Millimetern gehört die Art zu den mittelgroßen Pachypanchax. Die Abgrenzung zu den Verwandten aus der gleichen Gattung erfolgt vor allem über das Schuppenkleid. Durch die, im Vergleich zu den Seiten, um die Hälfte verringerte Größe der Brustschuppen unterscheidet sich P. sparksorum von allen anderen Gattungsvertretern außer P. sakaramyi. Im Unterschied zu diesem sind die Basis von Schwanz- und Afterflosse unbeschuppt und die Basis der Rückenflosse ist im Verhältnis zur Körpergröße länger. Auf dem ersten Kiemenbogen sitzen zehn bis elf Brachiospinen. Entlang der Seitenlinie trägt P. sparksorum 32 bis 33 Cycloidschuppen.
Flossenformel: Dorsale III–IV/8–11, Anale II–III/14–18, Pectorale 14–16, Ventrale I/5

## Lebensweise
Der Kot von gefangenen P. sparksorum lässt auf eine Zusammensetzung des Nahrungsspektrums aus Anflugnahrung, also ins Wasser gefallenen terrestrischen Insekten, Larven und Nymphen aquatischer Insekten sowie kleinen Süßwasserkrebsen schließen. Die Fische werden ihrerseits hauptsächlich von piscivoren Vögeln und räuberischen Wasserinsekten verfolgt. Die Laichzeit zieht sich vermutlich über den gesamten Südsommer hin. Zumindest bei im Aquarium gehaltenen Tieren konnte beobachtet werden, dass einzelne Eier nach der Befruchtung an der Geschlechtsöffnung des Weibchens haften bleiben können, gegebenenfalls mit weiteren Eier verklumpen und erst nach einigen Stunden abfallen. Dieses Zurückhalten von Laich ist von keinem anderen Pachypanchax bekannt.

## Status
Innerhalb ihres Verbreitungsgebiets ist die Art zahlreich vertreten, dessen ausgeprägte räumliche Begrenzung ist aber dennoch problematisch für das Überleben der Art.